# Kuopio stift
Kuopio stift är ett av de nio stift som Evangelisk-lutherska kyrkan i Finland består av. Stiftet grundades år 1939 och består av fem  prosterier och 49 församlingar (2021). Stiftet sträcker sig över delar av Savolax, Norra Karelen och Kajanaland. Som domkyrka i stiftet används Kuopio domkyrka. Sedan år 2012 fungerar Jari Jolkkonen som biskop i stiftet.

## Prosterier i Kuopio stift
1. Domprosteriet
2. Idensalmi prosteri
3. Kajana prosteri
4. Joensuu prosteri
5. Rautalampi prosteri

## Biskopar i Kuopio stift

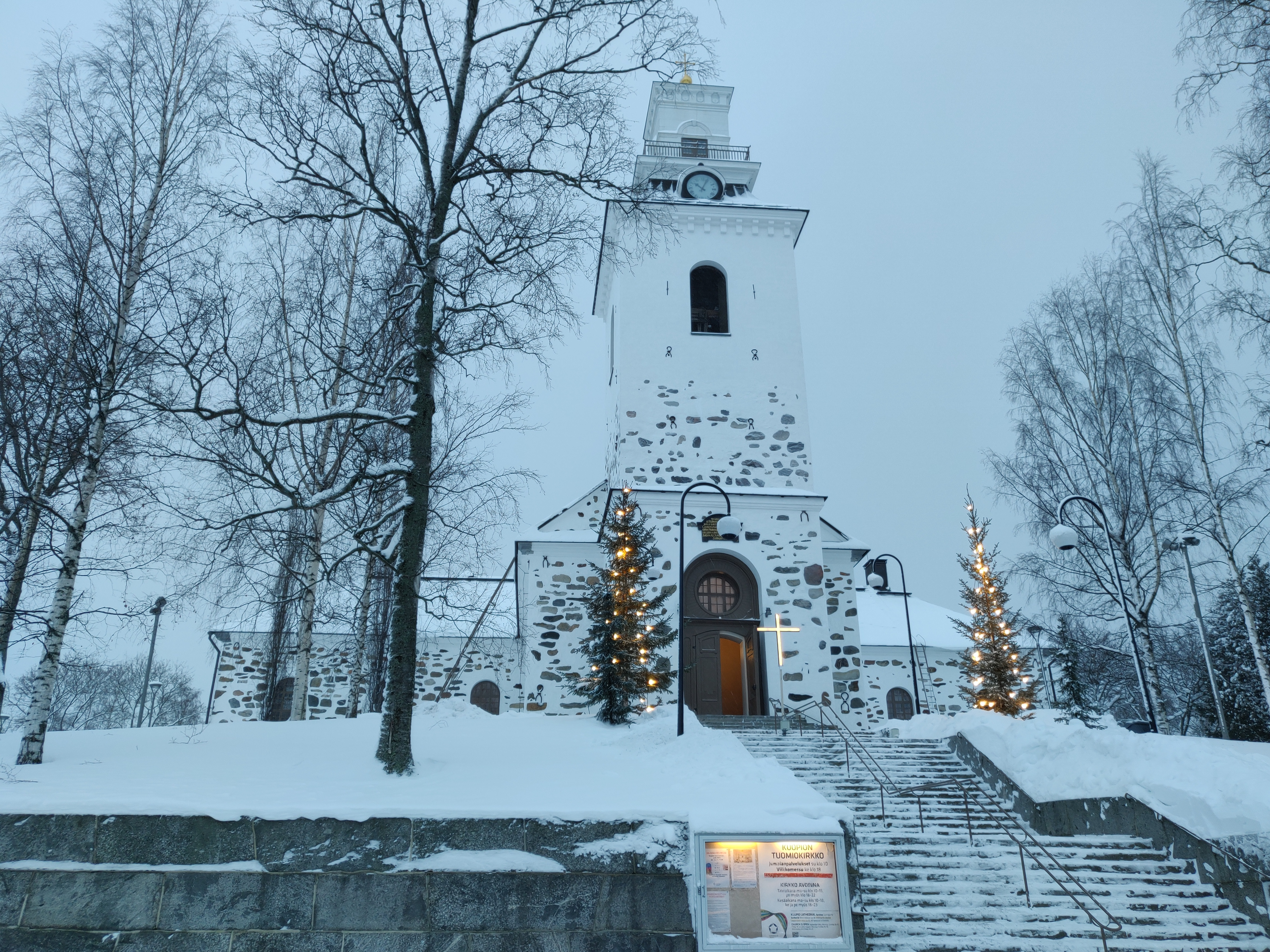
Kuopio domkyrka

Se även Biskopar i Uleåborgs stift.
- Eino Sormunen 1939–1962
- Olavi Kares 1962–1974
- Paavo Kortekangas 1974–1981
- Jukka Malmivaara 1981–1984
- Matti Sihvonen 1984–1996
- Kuopio domkyrkaWille Riekkinen 1996–2012
- Jari Jolkkonen 2012–